# رسلان شابوفالوف
رسلان شابوفالوف (بالروسية: Руслан Борисович Шаповалов)‏ هو لاعب كرة قدم روسي في مركز الوسط، ولد في 9 أغسطس 1995. لعب مع نادي روستوف.